# Чемпионат мира по гравийному велоспорту
Чемпионат мира по гравийному велоспорту (официальное название — англ. UCI Gravel World Championships) — ежегодный чемпионат мира по гравийному велоспорту, проводимый под эгидой Международного союза велосипедистов (UCI). 
В настоящие время в рамках чемпионата мира проводятся групповые гонки среди мужчин и женщин в категория Элита.

## История
В конце сентября 2021 года в Фландрии (Бельгия) проходил чемпионата мира по шоссейному велоспорту, отмечавший своё столетие. На мероприятиях в честь этого события UCI принял решение в том числе организовать с 2022 года Мировую гравийную серию UCI (англ. UCI Gravel World Series) позволяющую гонщикам пройти квалификацию на создаваемый чемпионат мира по гравийному велоспорту.
Первый чемпионат мира состоялся в начале октября 2022 года в Венето (Италия) и включал только групповые гонки среди мужчин и женщин в категории Элита. Его победителями стали бельгиец Джанни Вермерш среди мужчин и француженка Полин Ферран-Прево среди женщин.
Места проведения гравийных чемпионатов с 2024 по 2028 год были определены на ежегодных конгрессах UCI проходивших во время чемпионатов мира по шоссейному велоспорту 2022 года и 2023 года.
Гонка проходит по маршруту, почти полностью состоящему из грунтовых дорог на гравийных велосипедах.
Организаторы гравийных чемпионатов мира должны внести плату в пользу UCI за организацию этих чемпионатов мира. За чемпионаты 2024, 2025 и 2026 года она составляет 100 000 швейцарских франков за издание + 10 швейцарских франков за каждого участника, а за чемпионаты 2028, 2029 и 2030 года — 150 000 швейцарских франков за издание + 10 швейцарских франков за каждого участника.
Каждый чемпион мира награждается радужной майкой, в которой он выступает весь следующий год во всех гонках той же дисциплины и того же возрастного уровня, в которой он победил до следующего чемпионата мира. Бывшие чемпионы имеют право нанести радужные полоски на края рукавов и воротник своей шоссейной майки.

## Места проведения
| Год  | Страна            | Город               |
| ---- | ----------------- | ------------------- |
| 2022 | Италия            | Венето              |
| 2023 | Италия            | Венето              |
| 2024 | Бельгия           | Фламандский Брабант |
| 2025 | Франция           | Ницца               |
| 2026 | Австралия         | Наннап              |
| 2027 | Франция           | Верхняя Савойя      |
| 2028 | Саудовская Аравия | Аль-Ула             |

## Призёры

### Мужчины
| Год  | Победитель        | Второй           | Третий            |
| ---- | ----------------- | ---------------- | ----------------- |
| 2022 | Джанни Вермерш    | Даниэль Осс      | Матье Ван дер Пул |
| 2023 | Матей Мохорич     | Флориан Вермеерш | Коннор Свифт      |
| 2024 | Матье Ван дер Пул | Флориан Вермеерш | Квинтен Херманс   |

### Женщины
| Год  | Победитель         | Второй          | Третий         |
| ---- | ------------------ | --------------- | -------------- |
| 2022 | Полин Ферран-Прево | Сина Фрай       | Кьяра Теокки   |
| 2023 | Катажина Невядома  | Сильвия Персико | Деми Воллеринг |
| 2024 | Марианна Вос       | Лотте Копеки    | Лорена Вибес   |